# John Jympson
John (Arthur) Jympson, né le 16 septembre 1930 à Londres et mort dans cette même ville le 3 juin 2003, est un monteur anglais.

## Biographie
Au cinéma, John Jympson débute comme assistant monteur sur Noblesse oblige de Robert Hamer (1949). Il contribue au même poste à plusieurs autres films des années 1950, jusqu'à Soudain l'été dernier de Joseph L. Mankiewicz (1959).
Ses deux premiers films comme monteur sortent en 1960, dont Amour au collège de John et Roy Boulting. Suivent notamment Zoulou de Cy Endfield (1964), De l'or pour les braves de Brian G. Hutton (1970), Frenzy d'Alfred Hitchcock (1972), Un poisson nommé Wanda de Charles Crichton (1988) et In and Out de Frank Oz (son avant-dernier film, 1997).
Le dernier des quarante-cinq films (majoritairement britanniques ou en coproduction) qu'il monte sort en 1999, quatre ans avant sa mort (en 2003) dans sa ville natale, des suites d'un diabète, à 72 ans.
À la télévision britannique, il est monteur sur deux mini-séries (1980-1984) et deux téléfilms (1985-1990).
Un poisson nommé Wanda précité lui vaut une nomination au British Academy Film Award du meilleur montage (qu'il ne gagne pas).

## Filmographie

### Cinéma (sélection)

#### Assistant monteur
- 1949 : Noblesse oblige (King Hearts and Coronets) de Robert Hamer
- 1957 : Traqué par Scotland Yard (Town and Trial) de John Guillermin
- 1958 : Contre-espionnage à Gibraltar (I Was Monty's Double) de John Guillermin
- 1959 : Fils de forçat (Beyond This Place) de Jack Cardiff
- 1959 : Soudain l'été dernier (Suddenly, Last Summer) de Joseph L. Mankiewicz

#### Monteur

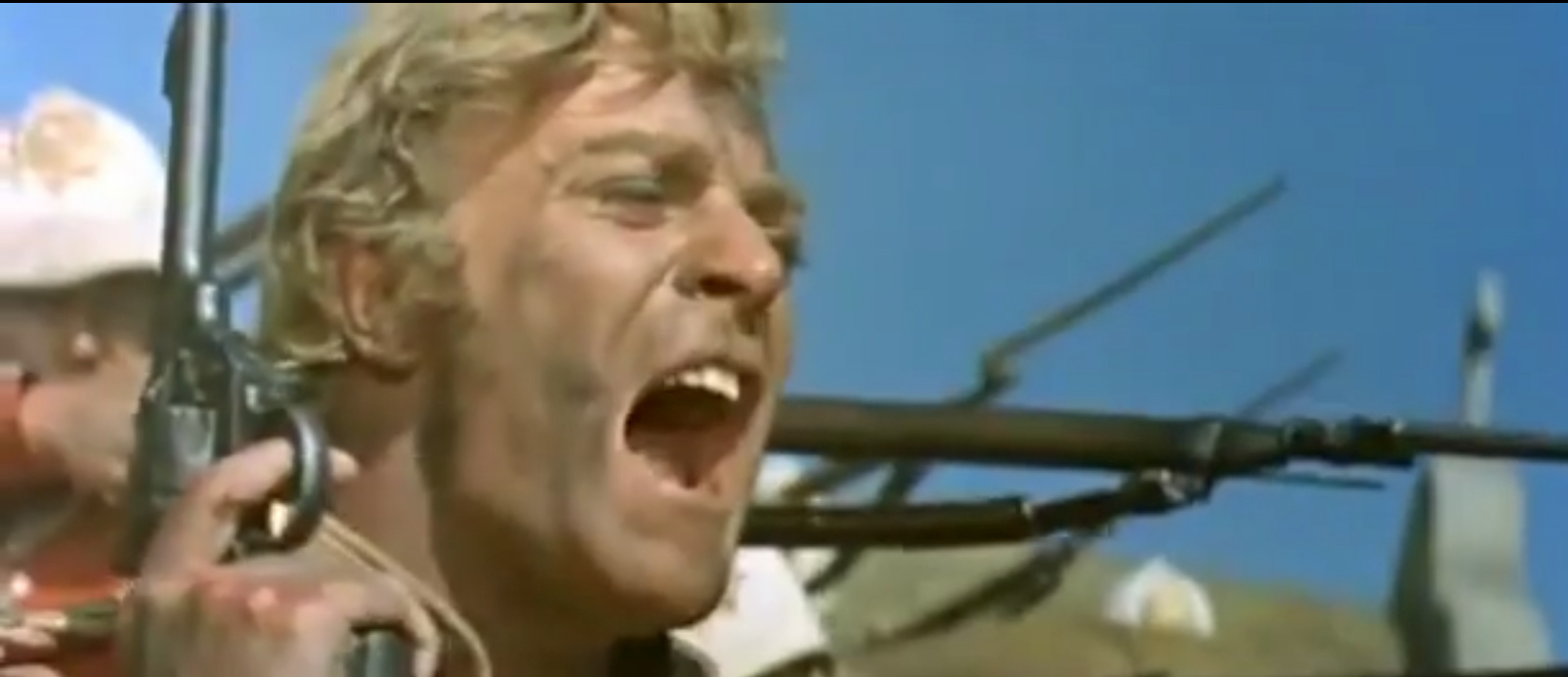
Michael Caine, dans Zoulou (1964)

- 1960 : Amour au collège (A French Mistress) de John et Roy Boulting
- 1961 : Le Secret de Monte-Cristo (The Treasure of Monte Cristo) de Robert S. Baker et Monty Berman
- 1964 : Zoulou (Zulu) de Cy Endfield
- 1964 : A Hard Day's Night de Richard Lester
- 1965 : Aux postes de combat (The Bedford Incident) de James B. Harris
- 1965 : Les Sables du Kalahari (Sands of the Kalahari) de Cy Endfield
- 1966 : Le Gentleman de Londres (Kaleidoscope) de Jack Smight
- 1967 : Le Bobo (The Bobo) de Robert Parrish
- 1968 : Quand les aigles attaquent (Where Eagles Dare) de Brian G. Hutton
- 1968 : Le chat croque les diamants (Deadfall) de Bryan Forbes
- 1970 : De l'or pour les braves (Kelly's Heroes) de Brian G. Hutton
- 1972 : Frenzy d'Alfred Hitchcock
- 1973 : Terreur dans la nuit (Night Watch) de Brian G. Hutton
- 1973 : Les Optimistes (The Optimists of Nine Elms) d'Anthony Simmons
- 1974 : The Dove de Charles Jarrott
- 1976 : The Incredible Sarah de Richard Fleischer
- 1977 : A Little Night Music d'Harold Prince
- 1979 : Rencontres avec des hommes remarquables (Meetings with Remarkable Men) de Peter Brook
- 1981 : Opération Green Ice d'Ernest Day
- 1983 : Les Aventuriers du bout du monde (High Road to China) de Brian G. Hutton
- 1986 : La Petite Boutique des horreurs (Little Shop of Horrors) de Frank Oz
- 1988 : Un poisson nommé Wanda (A Fish Called Wanda) de Charles Crichton
- 1991 : King Ralph de David S. Ward
- 1992 : Fais comme chez toi ! (House Sitter) de Frank Oz
- 1993 : Grandeur et descendance (Splitting Heirs) de Robert Young
- 1995 : Haunted de Lewis Gilbert
- 1997 : In and Out de Frank Oz

### Télévision
Intégrale, comme monteur
- 1980 : Chroniques martiennes (en) (The Martian Chronicles), mini-série de Michael Anderson
- 1984 : Pavillons lointains (The Far Pavilions), mini-série de Peter Duffell, Part I: Return to India
- 1985 : Gulag (en), téléfilm de Roger Young
- 1990 : Women and Men: Stories of Seduction, téléfilm en trois sketches de Frederic Raphael, Ken Russell et Tony Richardson

## Distinction
- 1989 : Nomination au British Academy Film Award du meilleur montage, pour Un poisson nommé Wanda.